# Juda (ime)
Juda je židovsko muško ime. U hebrejskom izvorniku se piše יְהוּדָה (Jehuda) i znači hvaljen.
Često je bilo među židovima u starom vijeku. Prvi spominjani Juda je sin Jakovljev-začetnik jednog od plemena izraelskih. Njegovima potomcima se smatraju kralj David i Isus Krist. S osnutkom kršćanstva se najčešće povezuje s Judom Iškariotskim, apostolom koji je izdao Isusa Krista.
Nakon protestantske reformacije ime Juda je postalo popularno među protestantima kao i ženski oblik (Judita) i druga židovska starozavjetna imena.
Hrvatski naziv za židove pohrvaćeni oblik francuske riječi za Judejce, stanovnike stare židovske države.